# Фонте Скијета (Ријети)
Фонте Скијета је насеље у Италији у округу Ријети, региону Лацио.
Према процени из 2011. у насељу је живело 13 становника. Насеље се налази на надморској висини од 220 м.